# EMD F59PH
La EMD F59PH es una locomotora diésel-eléctrica B-B de cuatro ejes y 3000 hp (2 MW) construida por la Electro-Motive Diesel de General Motors de 1988 a 1994. Una variante, la F59PHI, se produjo de 1994 a 2001. La F59PH se construyó originalmente para la operación de pasajeros de GO Transit en la región de Toronto. Metrolink en el sur de California también compró una flota para su lanzamiento en 1992. El F59PHI aerodinámico fue diseñado para el servicio de Amtrak California. Se construyeron un total de 72 locomotoras F59PH y 83 F59PHI.

## F59PH
Entre mayo de 1988 y mayo de 1994, se construyeron 72 locomotoras F59PH para dos ferrocarriles de tránsito de cercanías: GO Transit de Toronto y Metrolink de Los Ángeles. Basadas en la GP59, las locomotoras tenían un EMD 12-710G3A turboalimentado, un motor diésel de dos tiempos y 12 cilindros (motor primario). La energía de cabecera fue suministrada por un generador diésel separado.
GO Transit comenzó a retirar sus locomotoras F59PH en 2008 en favor de las más nuevas locomotoras MPI MPXpress. La mayoría fueron compradas por otros operadores, incluidos Exo (10 locomotoras), Metra (3), NCDOT (11) para su uso en Piedmont, y Trinity Railway Express (7). Cinco de las unidades NCDOT fueron reconstruidas en unidades de control de cabina sin motores primarios.
Siete unidades Metrolink fueron reconstruidas como F59PHR. Las locomotoras Metrolink no reconstruidas se retiraron en 2020. Cinco de ellos fueron adquiridos por NCDOT en 2018.
| Dueño      | Número | Año de construcción | Números de unidad | Refs  |
| ---------- | ------ | ------------------- | ----------------- | ----- |
| GO Transit | 49     | 1988-1994           | 520-568           |       |
| Metrolink  | 23     | 1992-1993           | 851-873           | [ 9 ] |

## F59PHI

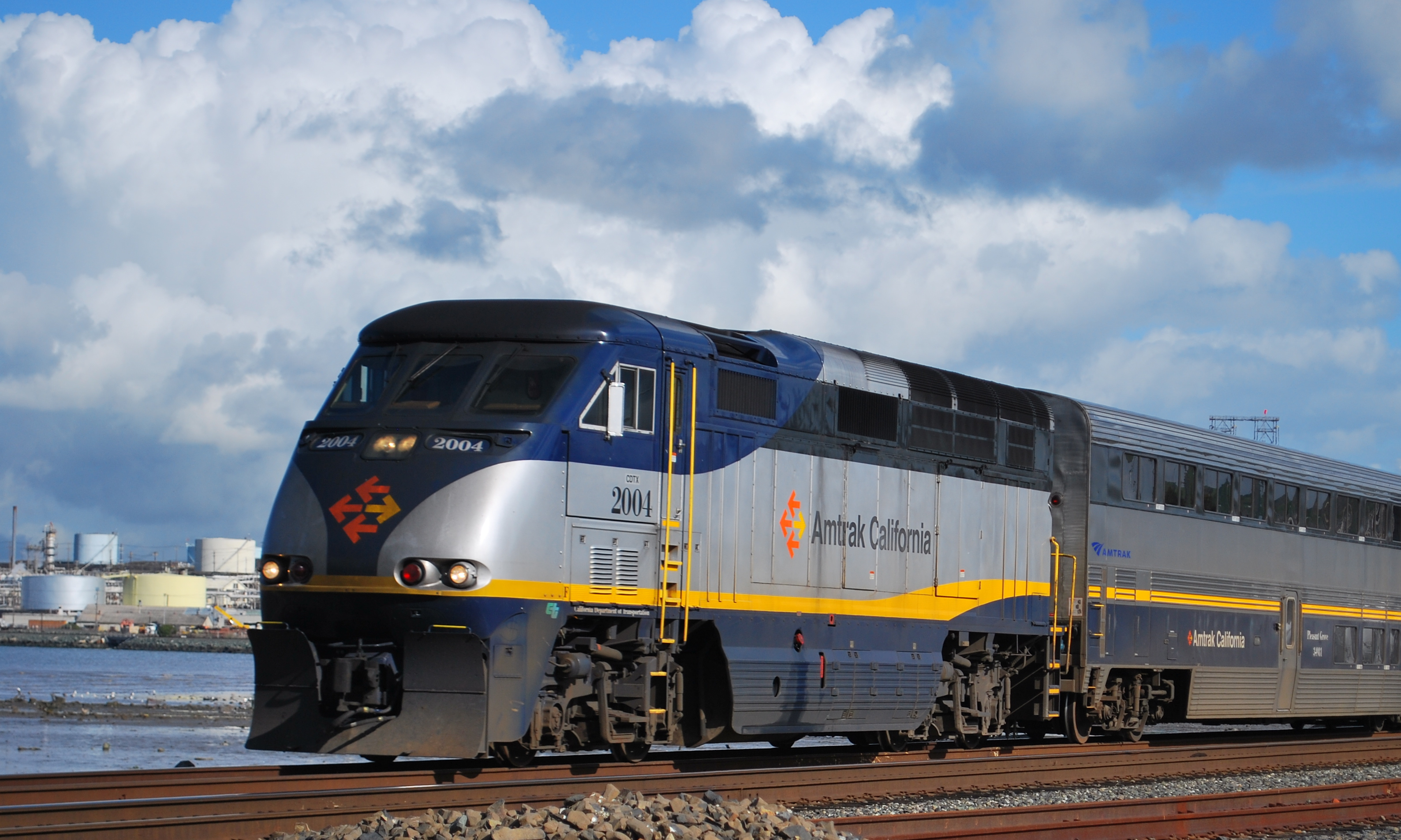
Una locomotora F59PHI propiedad de Caltrans en un tren Amtrak Capitol Corridor en 2010

El F59PHI es una variante con una carrocería aerodinámica completamente cerrada. Caltrans compró las primeras nueve unidades para usarlas en los servicios de Amtrak California y entraron en servicio en 1994. Al igual que el F59PH, el F59PHI está equipado con un generador eléctrico secundario, con una potencia nominal de entre 500 y 750 kW (670 y 1010 hp), para HEP. Se construyeron un total de 83 locomotoras, la mayoría para servicios de trenes de cercanías y corredores de Amtrak en la costa oeste.
En 1995 se construyeron dos locomotoras F59PHI para Philip Morris Companies para transportar el Marlboro Unlimited, un tren de lujo hecho a medida para transportar a los ganadores de un sorteo de Philip Morris por todo el país. Después de que Philip Morris cancelara el tren, las unidades se almacenaron antes de venderlas a Metrolink en 1998.
Algunas unidades todavía están en servicio con los propietarios originales, mientras que otras han sido retiradas. Las 21 unidades ex-Amtrak se vendieron a Metra en 2018.
| Dueño                                        | Número | Año de construcción | Números de unidad | Refs                                                            |                     |
| -------------------------------------------- | ------ | ------------------- | ----------------- | --------------------------------------------------------------- | ------------------- |
| Amtrak (Pacific Surfliner y Cascades)        | 21     | 1998                | 450-470           | [ 16 ] [ 17 ] [ 18 ]                                            |                     |
| Caltrans (San Joaquins y Capitol Corridor)   | 9      | 1994                | 2001-2009         | [ 18 ] [ 19 ]                                                   |                     |
| Caltrans (San Joaquins y Capitol Corridor)   | 6      | 2001                | 2010-2015         | [ 18 ] [ 19 ]                                                   |                     |
| Exo                                          | 11     | 2000-2001           | 1320-1330         | [ 13 ]                                                          |                     |
| Metrolink                                    | 10     | 1995                | 874-883           | 9 de las locomotoras vendidos al corredor interoceánico en 2024 | [ 9 ] [ 14 ] [ 15 ] |
| Metrolink                                    | 4      | 2001                | 884*887           |                                                                 | [ 9 ] [ 14 ] [ 15 ] |
| NCDOT (Piedmont)                             | 2      | 1998                | 1755, 1797        | [ 13 ] [ 20 ]                                                   |                     |
| North County Transit District (Coaster)      | 2      | 2001                | 3001-3002         | [ 21 ] [ 22 ]                                                   |                     |
| Sound Transit (Ferrocarril Regional Sounder) | 11     | 1998-2001           | 901-911           | [ 23 ]                                                          |                     |
| Trinity Railway Express                      | 2      | 2001                | 569-570           | [ 7 ]                                                           |                     |
| West Coast Express                           | 5      | 1995                | 901-905           | [ 24 ] [ 25 ]                                                   |                     |